# Mark Kelly (músico)
Mark Colbert Kelly (Dublín, Irlanda, 9 de abril de 1961) es teclista de la banda Marillion.

## Biografía
Se crio en Irlanda hasta que se mudó a Inglaterra con sus padres.
Kelly estudiaba electrónica mientras formaba parte del grupo psicodélico y neoprogresivo Chemical Alice, que lanzó su EP Curiouser and Curiouser en 1981. Fue invitado a formar parte de Marillion cuando Chemical Alice fue su telonero, reemplazando al anterior teclista Brian Jelliman. Su primera actuación con la banda sería en el Great Northern de Cambridge el 1 de diciembre de 1981. Kelly aparece desde entonces en cada disco de estudio de la banda. También trabajó para el álbum de John Wesley Under the Red and White Sky en 1994 y el trabajo de Jump Myth of Independence en 1995 como teclista pero también como productor. También colboró con Travis en sus conciertos en el Festival de la Isla de Wight (10–12 de junio de 2005), en T in the park en 2005, y en el Live8 de Edimburgo (6 de julio de 2005). Mark Kelly también tocó los teclados en el álbum de Edison's Children "In The Last Waking Moments..." (junto a otros miembros de Marillion como Pete Trewavas y Eric Blackwood), en la canción The "Other" Other Dimension así como también junto a Steve Hogarth y Andy Ditchfield (DeeExpus) en el track del mismo disco The Awakening en 2011. También en 2011, Mark Kelly arregló los teclados de King of Number 33 de DeeExpus
El trabajo de Kelly como Marillion ha sido destacado por Alex S. Garcia, escribiendo en Allmusic. En su reseña del álbum de la banda Afraid of Sunlight, García afirmó: "Como es habitual con Marillion, los teclados son los que destacan más"."
Kelly se le atribuye la invención de la línea micromecenazgo para financiar la grabación del álbum de Marillion de 2001 Anoraknophobia, a raíz de una gira de Marillion financiado por los fanes de los Estados Unidos en 1997, y fue pionero en muchas de las ideas copiadas por otros artistas de la música desde entonces. En reconocimiento de ello, Kelly se hizo consejero delegado de la Featured Artists Coalition, una organización que representa los intereses de los artistas de la música en la era digital. Since 2009, Kelly has also been an elected performer-director of PPL.